# Maytenus andicola
Maytenus andicola är en benvedsväxtart som beskrevs av Ludwig Eduard Theodor Loesener. Maytenus andicola ingår i släktet Maytenus och familjen Celastraceae. Inga underarter finns listade.